# Dorabji Tata
Pour les articles homonymes, voir Tata.
Dorabji Tata, né le 27 août 1859 à Bombay (Indes britanniques) et mort le 3 juin 1932 à Bad Kissingen (Allemagne), est un homme d'affaires indien, personnage clé dans l'histoire et le développement du groupe Tata.

## Biographie
Dorabji Tata est le fils de Jamsetji Tata. Son frère est Ratanji Tata (en).

### Formation
- Gonville and Caius College
- Université de Mumbai